# Barnes Peak
Il Barnes Peak è una vetta dell'Antartide, alta 3.360 m e situata 4 miglia nautiche (7 km) a sudest del Monte Dickerson, nella catena montuosa dei Monti della Regina Alessandra, nella Dipendenza di Ross.
La denominazione è stata assegnata dal Comitato consultivo dei nomi antartici (US-ACAN) in onore di Elwood E. Barnes, membro del Programma Antartico degli Stati Uniti d'America che nel 1963 si era occupato dello studio dei raggi cosmici alla stazione polare di Capo Hallett.